# Mała Dorrit
Mała Dorrit (ang. Little Dorrit) – powieść Karola Dickensa, publikowana w odcinkach w latach 1855–1857. Utwór opowiada o losach rodziny Dorrit i dotyka problemów spekulacji giełdowych i nieudolności rządu. 

## Okoliczności powstania powieści
Dickens rozpoczął pisanie powieści podczas swojego pobytu w Paryżu jesienią 1855 roku. W tym czasie uczestniczył wielokrotnie w wystawnych przyjęciach, na które był zapraszany jako popularny pisarz. Te doświadczenia znalazły odbicie w powstającej powieści, m.in. w opisach przyjęć urządzanych przez magnata Merdle. Inspiracji Małej Dorrit dostarczyła również panująca ówcześnie gorączka inwestycyjna – pisarz zaczytywał się w gazetowych informacjach o spekulacjach finansowych i ludziach popełniających samobójstwo po utracie całego majątku. Widywał również zrozpaczonych bankrutów na schodach paryskiej giełdy. Wszystko to zainspirowało autora do stworzenia postaci Merdle'a, wzorowanego na dwóch rzeczywistych spekulantach: Johnie Sadleirze (oszuście finansowym, który popełnił samobójstwo w 1856 roku) i George’u Hudsonie (spekulancie, operującym akcjami towarzystw kolejowych, który w 1850 roku, po spadku akcji uciekł z Londynu do Paryża).
Początkowo powieść miała nosić tytuł Niczyja wina lub Nikt nie winien. Te słowa miały padać z ust jednego z bohaterów, jako komentarz do uchylania się przez rząd od odpowiedzialności za błędy, skutkujące społeczną niedolą. Miały również stanowić aluzję do wypadków wojny krymskiej, kiedy to popełniono liczne zaniedbania w sprawie zaopatrzenia wojskowego, a rząd uchylał się od znalezienia winnego.

## Fabuła
Akcja powieści rozpoczyna się w londyńskim więzieniu dla dłużników Marshalsea, gdzie osadzony jest bankrut William Dorrit (nazywany Ojcem Marshalsea), który utracił wszystkie oszczędności ulokowane we własnej spółce. W więzieniu dorastały również jego dzieci: Fanny, Amy (nazywana Małą Dorrit) i Edward. Rodzeństwo mieszka w Marshalsea wraz z ojcem, nie jest jednak uwięzione i może swobodnie opuszczać mury więzienia. Dorrit pracuje jako szwaczka, pomagając tym samym całej rodzinie. Przyjaźni się z Nandym (starym człowiekiem, który zamieszkuje przytułek do czasu, aż jego zięć, rzemieślnik Plornish, nie znajdzie pracy) i jego rodziną. Zostaje również zatrudniona jako szwaczka przez chciwą wdowę, panią Clennam. Niebawem zakochuje się w jej synu, Arturze. Artur odkrywa wkrótce, że William Dorrit jest nieświadomym spadkobiercą ogromnej fortuny, dzięki której mógłby wykupić się z więzienia. Artur pomaga starcowi w odzyskaniu pieniędzy. Ten, oszołomiony nagłym bogactwem postanawia wyruszyć w podróż do Włoch. Nie jest jednak człowiekiem szczęśliwym – nie potrafi uwolnić się od wspomnień związanych z więzieniem, męczą go również konwenanse i obyczaje wyższych sfer, z którymi się teraz styka. Z czasem traci zmysły i umiera, przed śmiercią inwestuje cały swój majątek w akcjach przedsiębiorstw Merdla, bogatego finansisty. Swój majątek powierza Merdle'owi także Artur Clemman. Niebawem okazuje się, że Merdle był hochsztaplerem; traci na giełdzie cały majątek, a następnie popełnia samobójstwo. Amy wraca do Anglii, a Artur zostaje zatrzymany w więzieniu dla dłużników. Po odzyskaniu wolności żeni się z Amy. 